# Буковець (Монтанська область)
Бу́ковець (болг. Буковец) — село в Монтанській області Болгарії. Входить до складу общини Брусарці.

## Населення
За даними перепису населення 2011 року у селі проживали 182 особи, з них 175 осіб (98,3%) — болгари.
Розподіл населення за віком у 2011 році:
Динаміка населення: